# Uwe Heppner
Uwe Heppner (født 18. juli 1960 i Merseburg) er en tysk tidligere roer og olympisk guldvinder.

## Karriere

### Roning
Heppner var med til at vinde to juniorverdensmesterskaber for DDR i dobbeltfirer i 1977 og 1978, inden han som senior i 1979 vandt VM-bronze i dobbeltsculler.
Ved OL 1980 i Moskva roede han dobbeltfirer sammen med Frank Dundr, Carsten Bunk og Martin Winter for DDR, som havde vundet i denne bådtype, siden den var kommet på henholdsvis VM- og OL-programmet. Østtyskerne var da også temmelig overlegne i indledende heat, men finalen blev mere tæt, end det var forventet. Til slut var det dog østtyskerne, der sikrede sig guldet, mens Sovjetunionen, der havde ført i begyndelsen, måtte tage til takke med sølvmedaljerne, og Bulgarien løb med bronzen.
Heppner fortsatte i dobbeltfireren nogle år og var derfor med til at fastholde den østtyske overlegenhed i bådtypen, da det blev til endnu to VM-titler i 1981 og 1982. I 1983 skiftede han til dobbeltsculleren, som han også blev verdensmester i dette år. Da DDR i lighed med flere andre østeuropæiske nationer boykottede OL 1984 i Los Angeles, kunne han ikke forsvare OL-medaljen, men han vandt endnu en VM-guld i 1985 i dobbeltsculleren og i 1986 og 1987 VM-bronze i samme bådtype.
Han var igen med ved OL 1988 i Seoul, hvor han stillede op i dobbeltsculleren sammen med Uwe Mund. Her blev det til en femteplads for duoen. Hans sidste store internationale stævne blev VM i 1989, hvor han i dobbeltfireren var med til at blive nummer fire, samme år som han vandt sit eneste østtyske mesterskab i denne båd.

### Videre karriere
Heppner studerede pædagogik og blev skolelærer. Derudover var han rotræner på en sportsskole i Charlottenburg i Berlin.

## OL-medaljer
- 1980:  Guld i dobbeltfirer